# Zagella sinadoneura
Zagella sinadoneura är en stekelart som beskrevs av Hu och Lin 2005. Zagella sinadoneura ingår i släktet Zagella och familjen hårstrimsteklar. Inga underarter finns listade i Catalogue of Life.